# Tourmont
Tourmont is een gemeente in het Franse departement Jura (regio Bourgogne-Franche-Comté) en telt 486 inwoners (2005). De plaats maakt deel uit van het arrondissement Dole.

## Geografie
De oppervlakte van Tourmont bedraagt 9,8 km², de bevolkingsdichtheid is 49,6 inwoners per km².

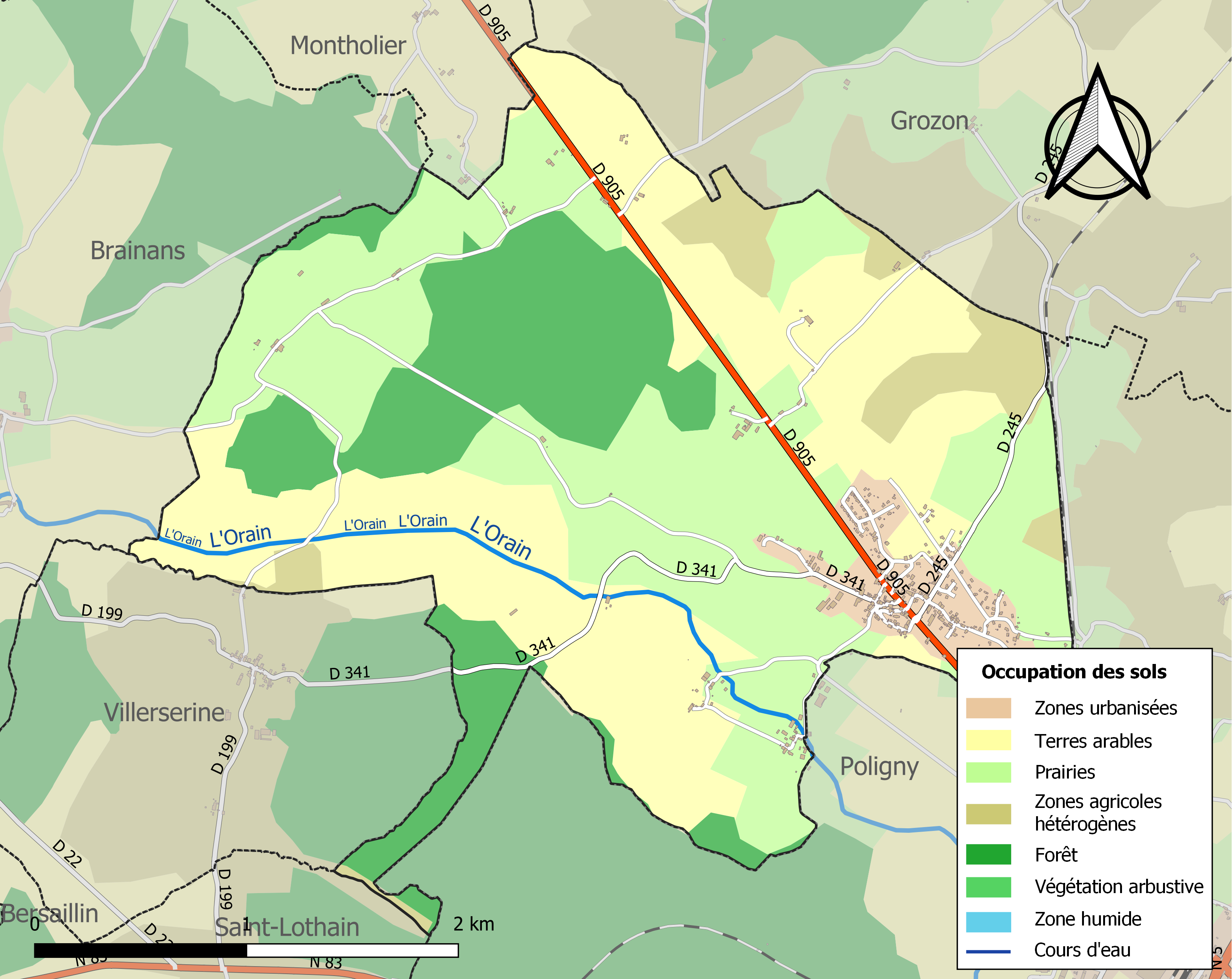
Kaart van de gemeente met de belangrijkste infrastructuur,bodemgebruik en omliggende gemeenten

## Demografie
Onderstaande figuur toont het verloop van het inwonertal (bron: INSEE-tellingen).